# Eksporta iela
Eksporta iela est une rue du quartier de Pētersala-Andrejsala à Rīga en Lettonie,.

## Présentation
La rue Eksporta iela est une rue du district du Nord. 
Eksporta iela commence au pont Vanšu dans le prolongement du 11. novembra krastmala et se termine à l'intersection avec Lugažu iela et Katrīnas dambis. 
Elle se compose de 2 à 4 voies de circulation et sa longueur totale est de 2 740 mètres.
La rue Eksporta iela est bordée à la fois des bâtiments commerciaux et résidentiels, ainsi que par des zones économiques principalement liées au fonctionnement du port. 
Elle passe devant le terminal de passagers de Riga situé rue Eksporta et devant l'ancienne gare de marchandises de Riga-Krasta. 
Dans le tronçon entre Hanzas iela et Katrínas iela, se trouve le jardin des visiteurs (lv).

## Galerie

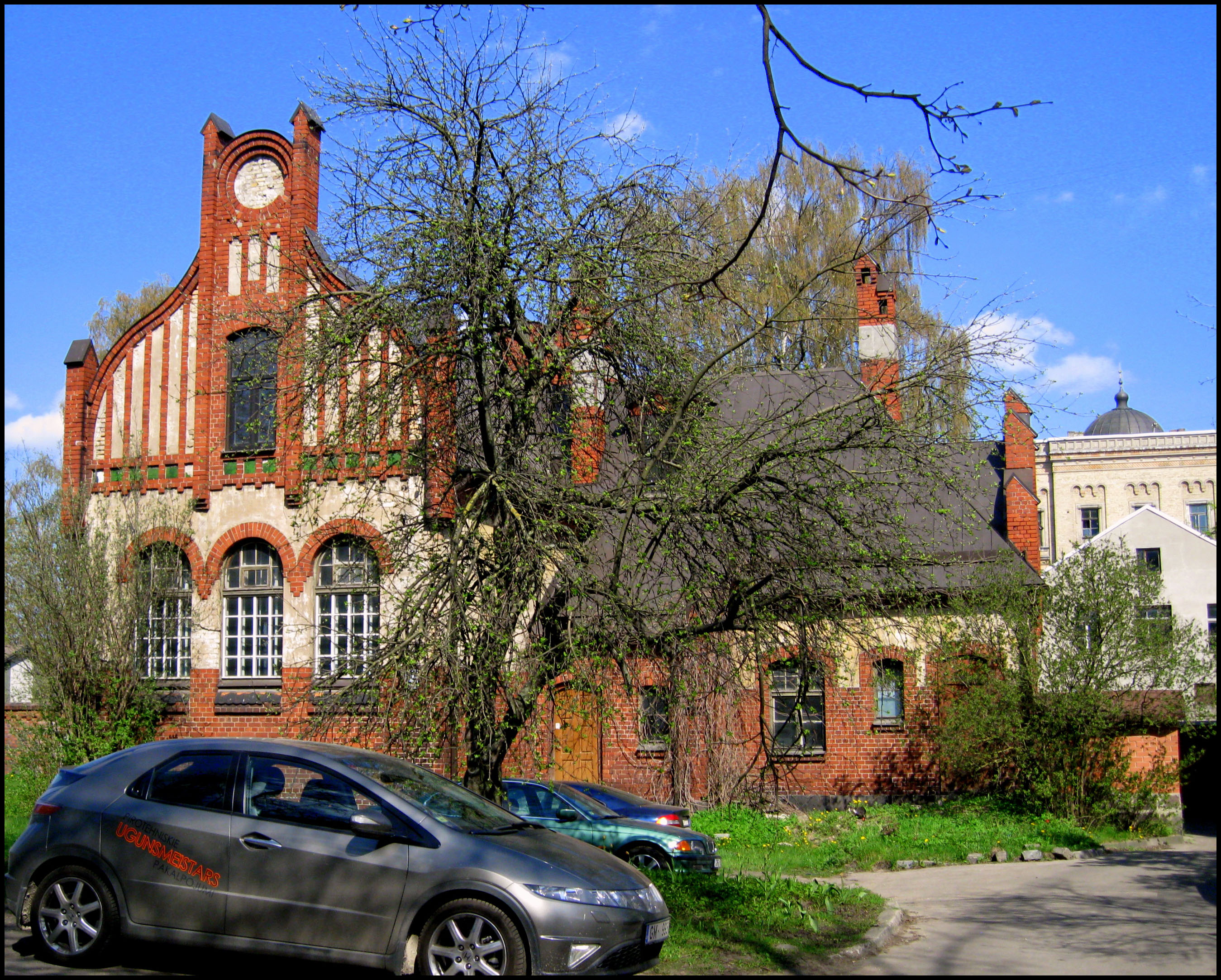
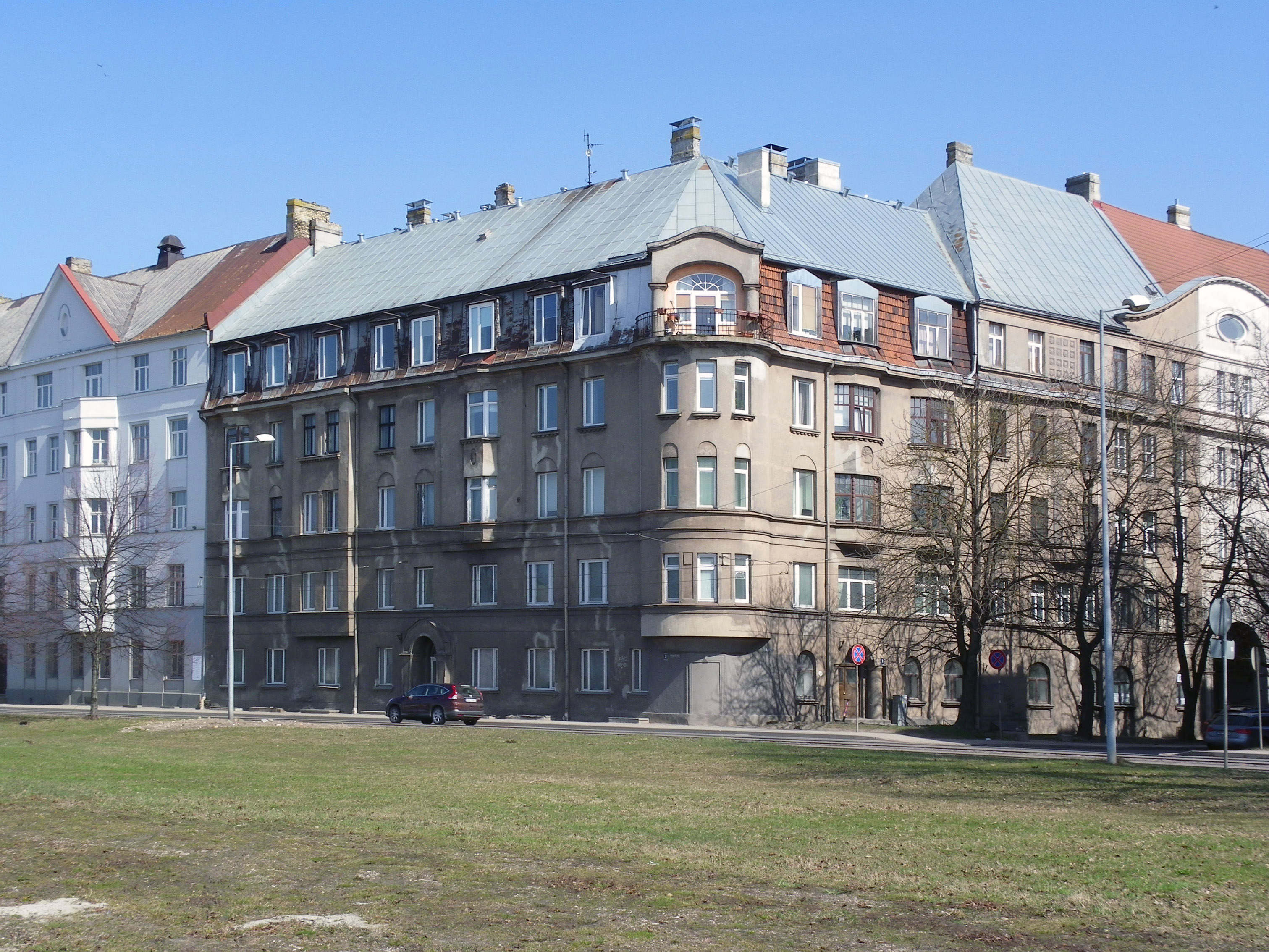
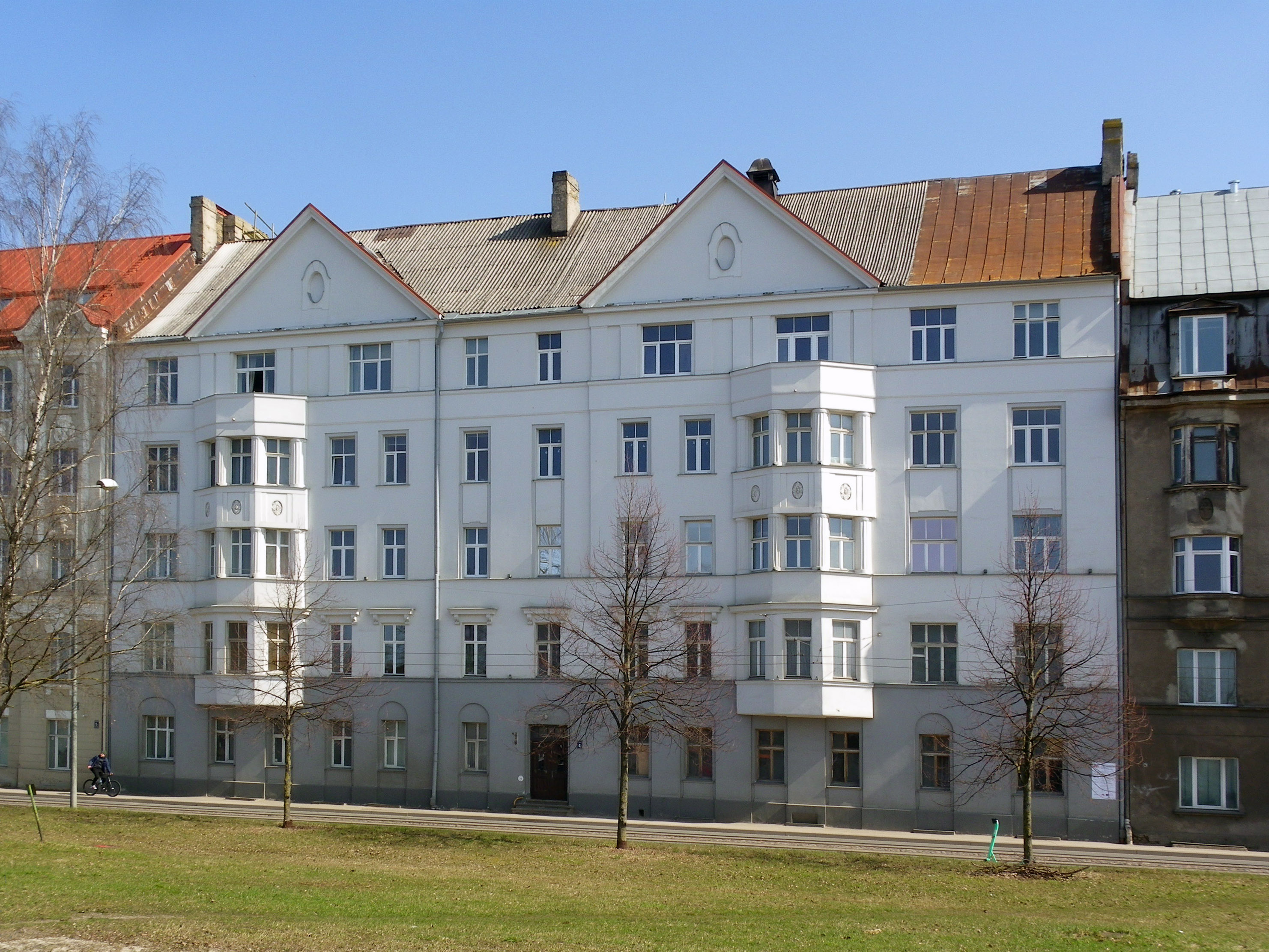
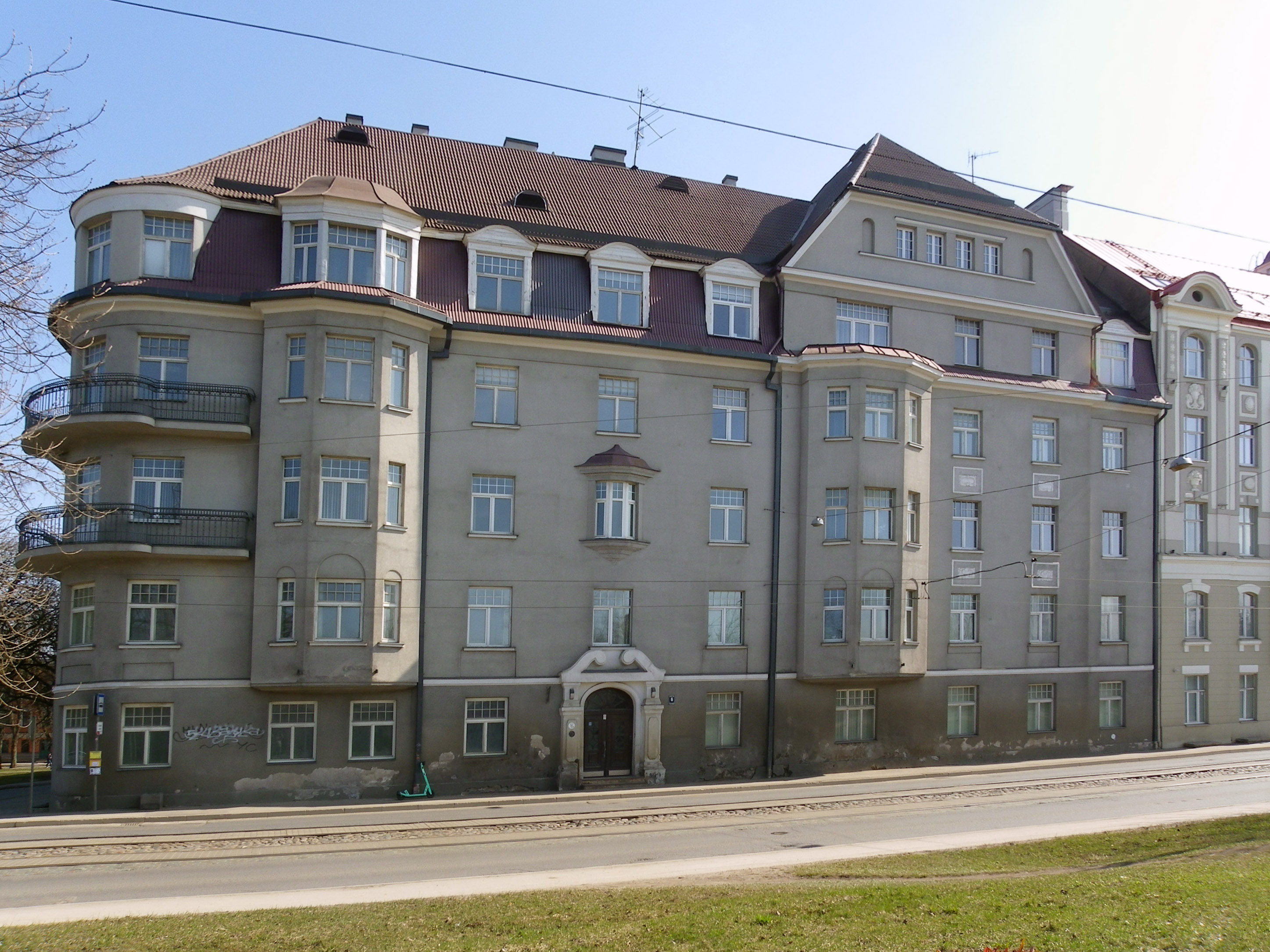
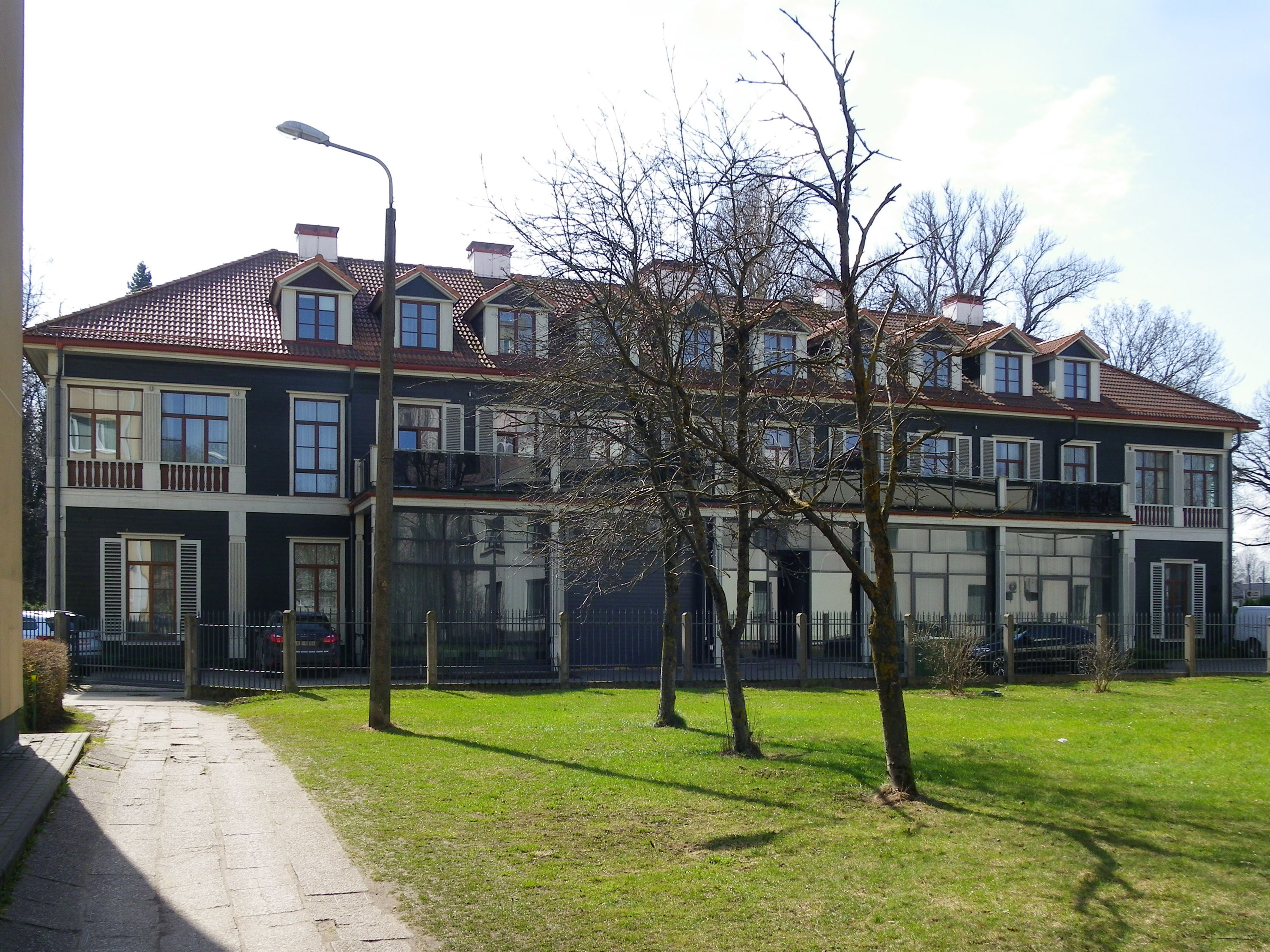
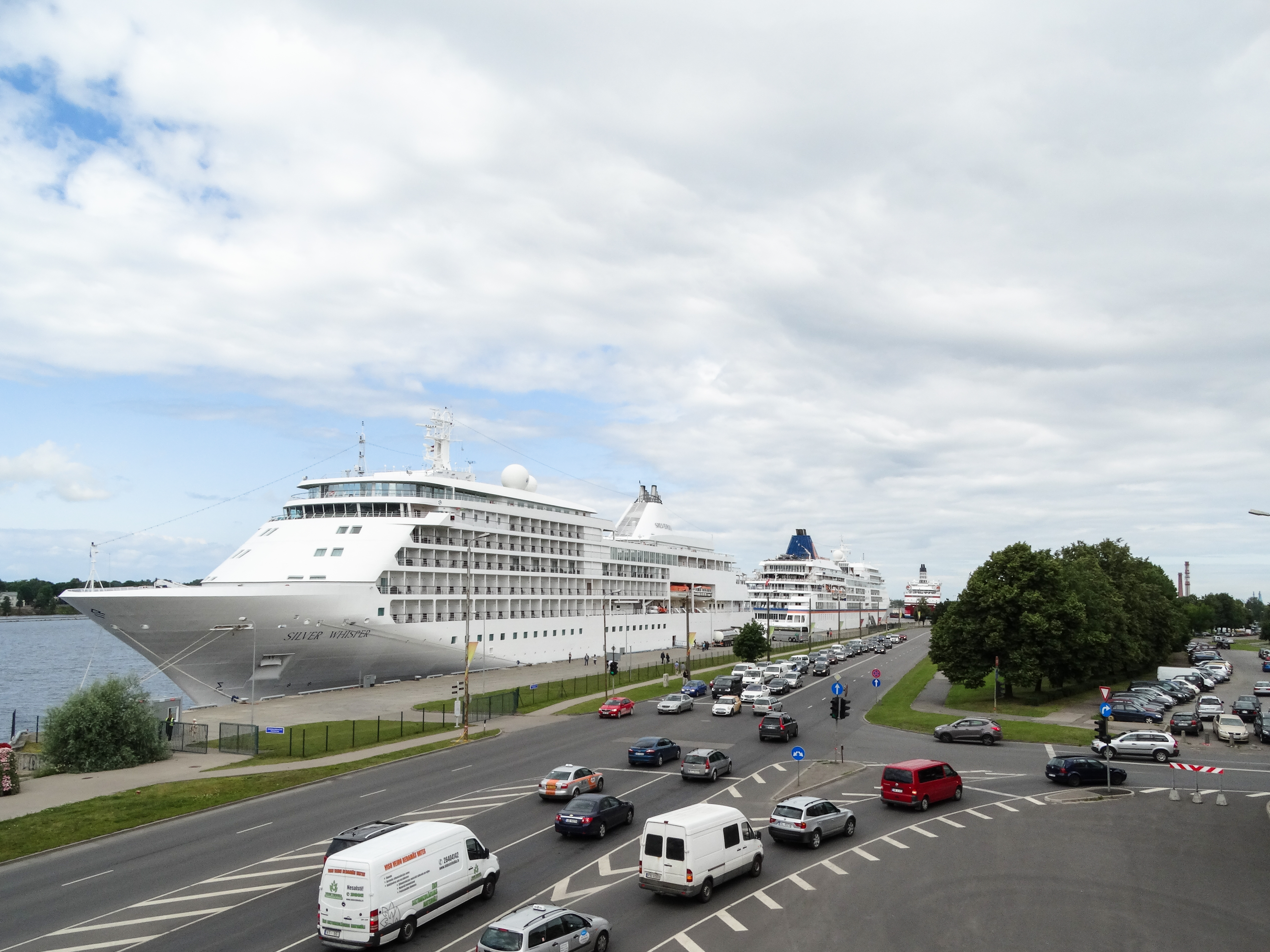
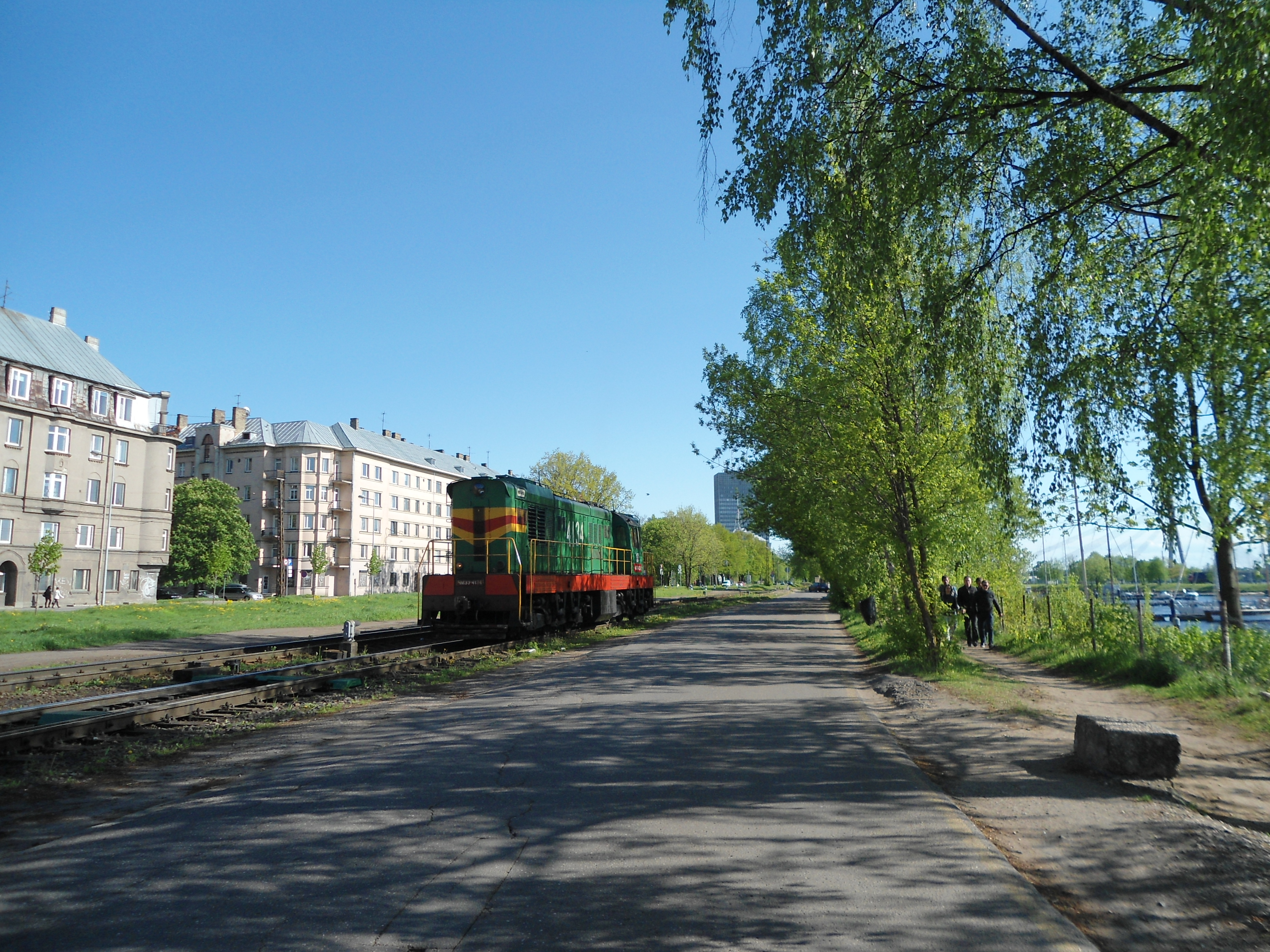
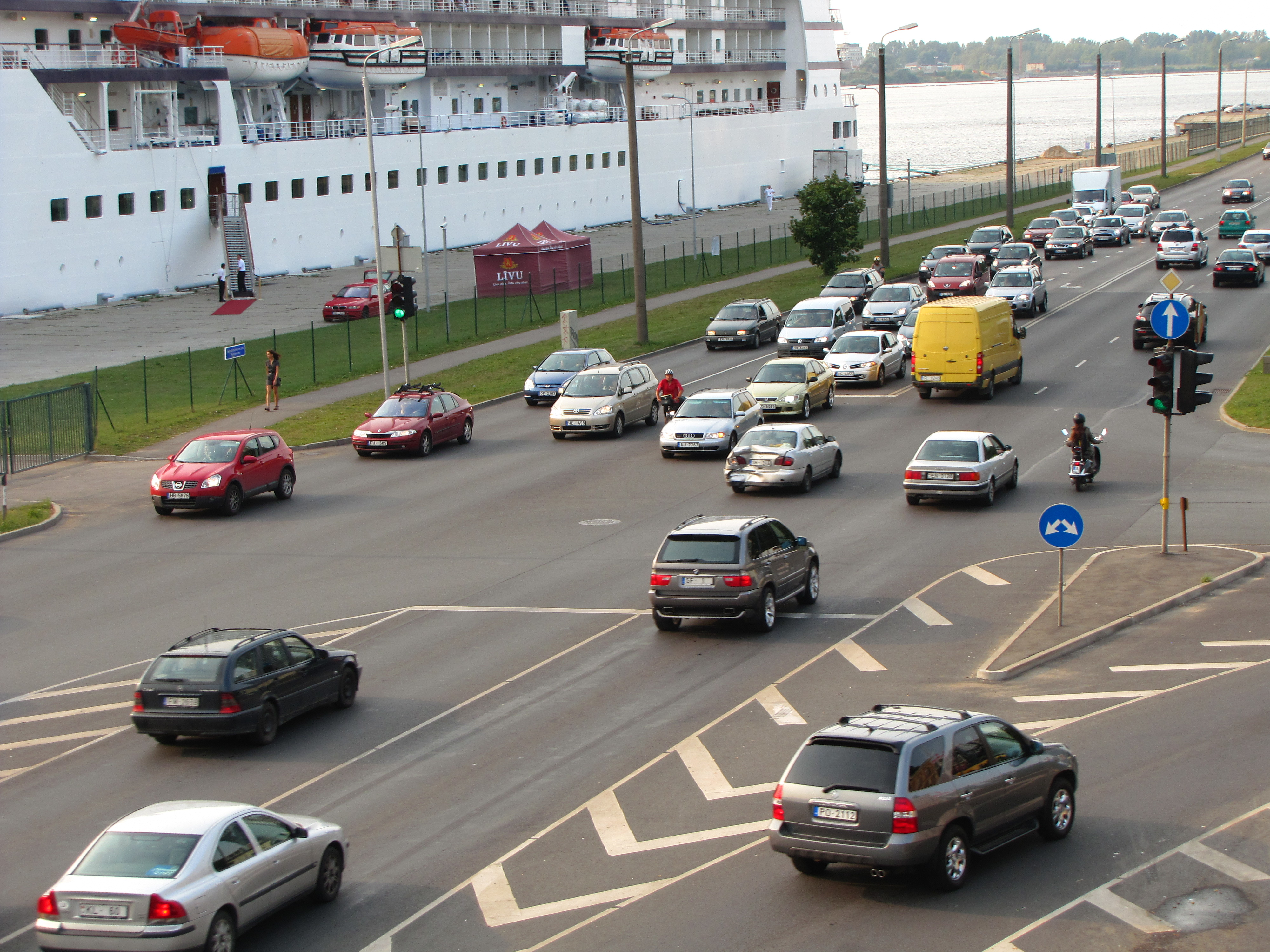

## Transport
- Tramway :	 5